# Барановичский станкостроительный завод
Барановичский станкостроительный завод — предприятие в городе Барановичи (Беларусь). Введён в эксплуатацию в 1986 году, выпускал станки и автоматические линии. В 1992 году вошёл в состав ЗАО «Атлант», а в 1993 году стал выпускать компрессоры к бытовым морозильникам и холодильникам.
Завод создавался, чтобы увеличить количество автоматических линий, станков, нестандартизованного специального технологического оборудования, штамповок, поковок, сварных металлоконструкций. В 2024 году предприятие выпускает высокоэффективные компрессоры, моторы для стиральных машин, оборудование по переработке пластмасс, оборудование для брикетирования, транспортные и конвейерные системы, ленточно-отрезные станки, отливки из чугуна, медные и эмалированные провода, сварные металлоконструкции, фланцы, поковки и штамповки, а также автоматические линии БЗЛ для изготовления змеевиков конденсаторов для морозильников и холодильников.

## История
В 1975 году был разработан проект долгосрочного перспективного плана развития станкостроительной промышленности на 1976-1990 годы. На базе этого проекта на Барановичском заводе автоматических линий создали отдел капитального строительства литейно-заготовительных производств. Строительство велось с 1976 по 1986 год.
Минстанкопром СССР по согласованию с Госпланом СССР решил провести переспециализацию завода. Целью новой специализации было увеличение выпуска автоматических линий.
Днём рождения БСЗ считается 22 апреля 1986 года (приказ Министра станкостроительной и инструментальной промышленности СССР N158 от 22.04.1986).
30 июня 1986 года начал свою работу кузнечный цех (цех 01), а 30 декабря 1986 года — цех сварных металлоконструкций (цех 02). В 1986 году открылись цеха станкостроительного производства — механический, инструментальный, сборочный.
1990 год стал для завода переломным: 23 марта Минстанкопром и Минобщемаш образовали межотраслевую хозяйственную ассоциацию. В неё вошли ПО «Атлант» и БСЗ.
В 1991 году было принято решение об организации на базе БСЗ производства компрессоров к бытовым холодильникам и морозильникам.
В августе 1993 года Барановичский станкостроительный завод и Минский завод холодильников объединились и создали акционерное общество «Атлант» по выпуску бытовых холодильников и морозильников. БСЗ стал изготавливать компрессоры по самой современной технологии. Для этого у японской фирмы «Sanyo» было закуплено более четырёхсот единиц оборудования.
В 1998 году выпущено полтора миллиона компрессоров — на двести тыс. штук больше, чем планировалось. Усилиями инженерных служб и производственников БСЗ вышел на проектную мощность по изготовлению компрессоров для холодильников и морозильников ЗАО «АТЛАНТ». Поставки компрессоров велись как в страны СНГ, так и в другие страны.
В 2012 году БСЗ принимал участие в Международной Промышленной выставке Металл-Экспо.
В 2020 году на Барановичском станкостроительном заводе был выпущен 50-миллионый компрессор.
В 2021 году БСЗ стал лауреатом премии Ассоциации литейщиков и металлургов Беларуси. В этом же году литейное производство было модернизировано.
С каждым годом растёт количество экспортируемой продукции. В 2023 году экспорт был увеличен на 12,7%.

## БСЗ и современность
В течение последнего времени завод освоил производство сложного высокотехнологичного оборудования: термопластавтоматов с различными типами компоновки и объёмами камеры впрыска, а также дробилки.
Постоянно модернизируется и конструкция компрессора. Базовая серия изделий (С-К), работающих на хладоне R-12 была усовершенствована для работы на хладоне R-134А (серия С-КМ). Третьей серией изделий (С-КО) стали компрессора с улучшенными характеристиками по уровню шума. Номенклатура этой серии в 2002—2005 годах была расширена компрессорами малой мощности (60 Вт и 75 Вт) для установки в новые двухкомпрессорные холодильники. Также в этих годах была завершена подготовка производства серийного выпуска компрессоров серии С-КН, работающих на изобутане (R-600).
Изобутан является экологически чистым газом, который не разрушает озоновый слой атмосферы и, в отличие от R-134А, не создаёт парниковый эффект. В настоящее время на изобутан переходят многие европейские фирмы, в особенности Германии и Италии. Изобутан с экономической точки зрения является более дешёвым хладагентом. Кроме того, более дешёвым оказывается сервисное обслуживание холодильников.
С учётом серийности и мощности к настоящему времени заводом освоен серийный выпуск 27 моделей компрессоров.
В Брестском Техническом Университете БСЗ в 2022 году открыл специализированный класс. В нём будут проходить практические и лабораторные занятия, исследования для научных работ. БСЗ также выступает в качестве заказчика целевой подготовки студентов в Барановичском государственном университете
Площадь, занимаемая Барановичским станкостроительным заводом, филиалом ЗАО «АТЛАНТ», составляет 64,1258 га.

## Основные виды деятельности
- производство оборудования для переработки пластмасс: термопластавтоматы и дробилки;
- производство ленточно-отрезных станков;
- производство установки брикетирования металлической стружки;
- производство установки получения топливных брикетов;
- производство сварных металлических конструкций и изделий;
- ковка, прессование, штамповка;
- обработка металлов;
- производство ножевых изделий, инструментов;
- производство компрессоров для бытовых холодильников и морозильников;
- производство медного и алюминиевого эмальпровода и проволоки.